# Teresa Leger Fernandez

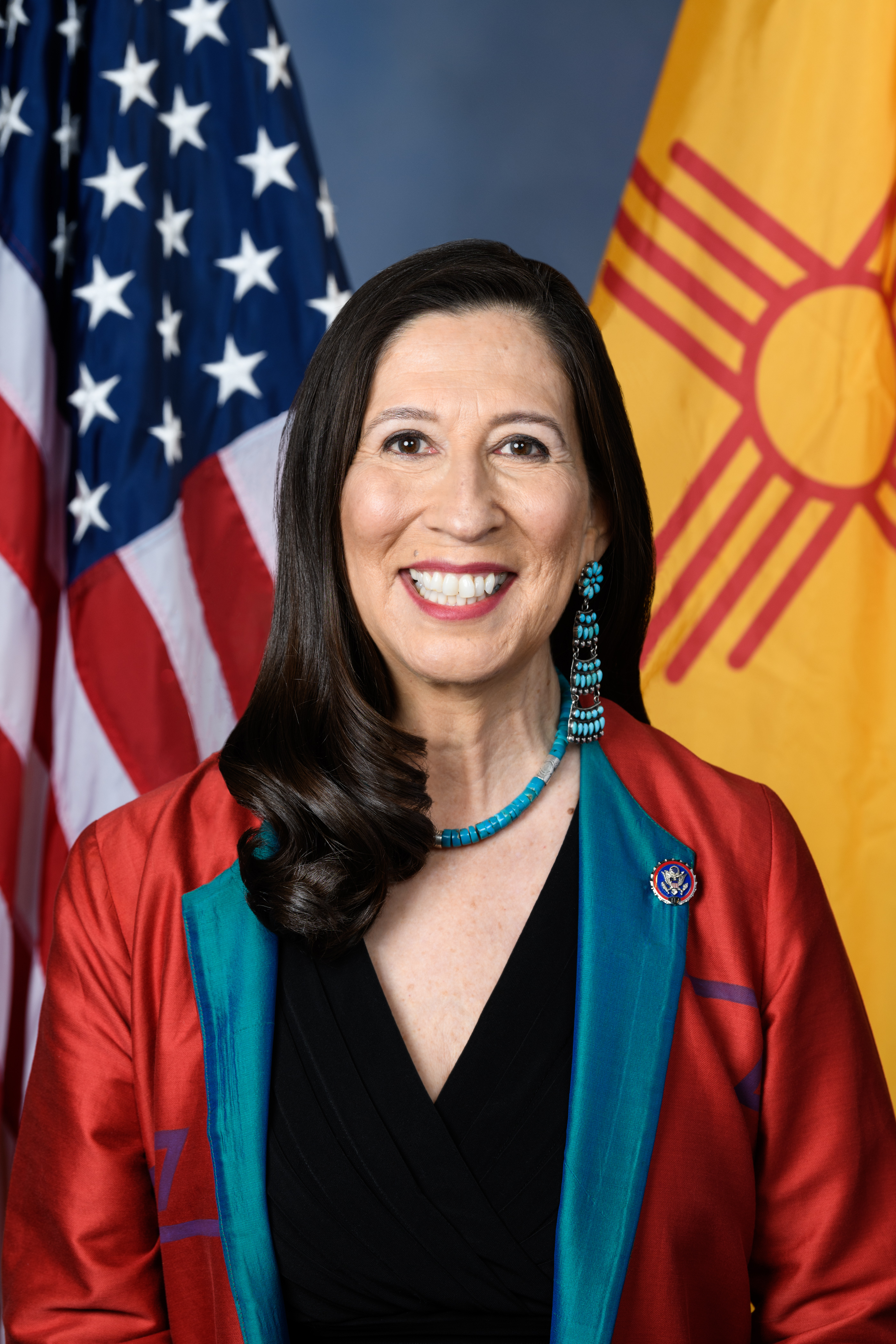
Teresa Leger Fernandez

Teresa Isabel Leger Fernandez (* 1. Juli 1959 in Las Vegas, San Miguel County, New Mexico) ist eine US-amerikanische Politikerin der Demokratischen Partei. Seit Januar 2021 vertritt sie den dritten Distrikt des Bundesstaats New Mexico im US-Repräsentantenhaus.

## Privatleben
Leger Fernandez (so ihr Nachname) wurde an der West Las Vegas High School in Las Vegas unterrichtet. 1982 erhielt sie einen Bachelor of Arts von der Yale University, 1987 einen Juris Doctor (J.D.) von der Stanford University, woraufhin sie als Anwältin arbeitete. Während der Regierungszeit von US-Präsident Bill Clinton war sie White House Fellow. Bei ihrer Arbeit als Anwältin gewann sie Prozesse unter anderem in den Bereichen Wahlrecht, Tribal sovereignty (Selbstverwaltungsrecht der Ureinwohner) und Wasserrechte.

## Politik
Bei den Kongresswahlen des Jahres 2020 wurde Leger Fernandez im dritten Kongresswahlbezirk von New Mexico mit 58,7 Prozent der Stimmen gegen die Republikanerin Alexis Johnson in das US-Repräsentantenhaus gewählt., wo sie am 3. Januar 2021 die Nachfolge von Ben Ray Luján antrat.
Die Primary (Vorwahl) ihrer Partei für die Wahlen 2022 am 7. Juni gewann sie ohne Gegenkandidaten. Dadurch trat sie am 8. November 2022 erneut gegen Alexis Johnson von der Republikanischen Partei an, die sie bereits bei der Wahl zwei Jahre zuvor besiegt hatte. Sie entschied diese Wahl mit 56,4 % der Stimmen ebenfalls für sich und war dadurch auch im Repräsentantenhaus des 118. Kongresses vertreten.
Bei der Vorwahl zur folgenden Kongresswahl 2024 trat die ehemaligen CIA-Agentin Valerie Plame gegen Teresa Leger Fernandez an und unterlag ihr. In der Hauptwahl traf Leger Fernandez auf die Republikanerin Sharon Clahchischilliage und setzte sich dabei mit 56,3 % durch. Sie gehört dadurch auch dem Repräsentantenhaus des 119. Kongresses an. Ihre dritte und aktuelle Legislaturperiode im 119. Kongress dauert noch bis zum 3. Januar 2027.

### Ausschüsse
Teresa Leger Fernandez ist aktuell Mitglied in folgenden Ausschüssen des Repräsentantenhauses:
- Committee on Education and the Workforce
  - Higher Education and Workforce Developmen
- Committee on Natural Resources
  - Federal Lands
  - Indian and Insular Affairs
- Committee on Rules
  - Legislative and Budget Process

Zuvor war sie außerdem Mitglied im Committee on House Administration und Joint Committee on Printing.